# Kirkwood (Illinois)
Kirkwood – wieś w Stanach Zjednoczonych, w stanie Illinois, w hrabstwie Warren.